# 無菌手術衣
無菌手術衣（英文：sterile surgical gown，簡稱：手術衣）是指手术室中的手術團隊中的成員，例如：刷手護理師、外科醫師及外科助手......等無菌人員所穿著的無菌服裝。

## 穿法
穿著無菌手術衣前須戴上髮帽、口罩及鞋套（或手術室專用鞋），並穿上刷手服。然後進行刷手。刷手後流動護理師會開無菌手術衣包的外包，並用無菌持物鉗（英文：sterile holding forceps）開無菌手術衣包的內包。抓取無菌毛巾將手掌擦乾後將正方形的無菌毛巾向外折成三角形尖端朝前放置在手背上，並拉住下方兩端往後拉，第二隻手如同上述做法再做一次。接著抓住無菌手術衣後往後退一大步，並讓無菌手術衣自然下垂，然後找出兩旁肩部袖口後穿進袖口內(不可穿出去)，流動護理師以無菌持物鉗放置無菌手套，並綁上領口及左頁背部與右頁內側腋下之繫帶，同時，以右手將左手手套放置左手掌上，且反摺口朝前，左手在手套內抓住手套下方，右手抓住手套上方並將手套180度反轉後將反摺口拉平，右手同上述做法再做一次。接著將腰部的環繞身體的繫帶解開後交給流動護理師以無菌持物鉗夾住後自轉一圈直到與拉繫帶者見面後綁上繫帶或以手套袋子包住繫帶交給流動護理師後自轉一圈直到與拉繫帶者見面後綁上繫帶，也可以交給無菌人員（刷手護理師或外科醫師）後自轉一圈直到與拉繫帶者見面後綁上繫帶。